# Джеміл Туран
Джеміл Туран (тур. Cemil Turan, нар. 1 січня 1947, Стамбул) — турецький футболіст, що грав на позиції нападника, зокрема за клуб «Фенербахче», а також національну збірну Туреччини.
Триразовий чемпіон Туреччини. Дворазовий володар Кубка Туреччини. Дворазовий володар Суперкубка Туреччини.

## Клубна кар'єра
У дорослому футболі дебютував 1963 року виступами за команду «Сариєр», в якій провів п'ять сезонів. Протягом 1968—1972 років захищав кольори клубу «Істанбулспор».
У 1972 році перейшов до клубу «Фенербахче», за який відіграв 8 сезонів. За цей період гравець тричі ставав найкращим бомбардиром турецької футбольної першості та тричі — її переможцем. Завершив професійну кар'єру футболіста виступами за команду «Фенербахче» у 1980 році.

## Виступи за збірну
У 1969 році дебютував в офіційних матчах у складі національної збірної Туреччини. Протягом кар'єри у національній команді, яка тривала 11 років, провів у її формі 44 матчі, забивши 19 голів.

## Титули і досягнення
- Чемпіон Туреччини (3):

«Фенербахче»: 1973-1974, 1974-1975, 1977-1978
- Володар Кубка Туреччини (2):

«Фенербахче»: 1973-1974, 1978-1979
- Володар Суперкубка Туреччини (2):

«Фенербахче»: 1973, 1975
Найкращий бомбардир чемпіонату Туреччини (3): 1973–1974 (14), 1975–1976 (17), 1977–1978 (17)